# Damien (South Park)
Damien is de achtste aflevering van de animatieserie South Park van Comedy Central, die voor het eerst te zien was op 4 februari 1998.

## Plot
De show begint wanneer Cartman uitnodigingen uitdeelt in de klas voor zijn verjaardagsfeestje. Mr. Garrison kondigt dan aan dat er een nieuwe leerling bij hen in de klas komt, Damien. Hij stelt zichzelf voor als "the Seventh Level of Hell" (Mr. Garrison gelooft dan meteen dat hij uit Alabama komt). Dan zegt hij dat "nu het begin is van het einde voor het nieuw tijdperk van zijn vader, the Prince of Darkness". Nadat Cartman hem een uitnodiging aanbood ontstaan er vlammen in Damiens pupillen en gooit hij door middel van telekinese Cartmans bureau uit het raam. Mr. Garrison vraagt dan aan Damien of hij even wat tijd voor zichzelf nodig heeft.
Tijdens de lunch ontdekken de leerlingen die zijn uitgenodigd voor Cartmans feestje dat ze niet voor niets zijn uitgenodigd. Ze moeten allemaal een bepaald cadeau kopen:
- Stan: Green MegaMan
- Kyle: Red MegaMan
- Kenny: Yellow MegaMan (Kenny moet deze kopen omdat deze het goedkoopst is, Kenny is arm)

Als Cartman al deze figuren heeft kan hij ze samenvoegen tot Ultra Mega Mega Man.
De jongens gaan door met op Damien schelden tijdens de lunch, uit woede verandert hij Kenny dan in een vogelbekdier met een eendensnavel en verwoest hij heel de kantine. Hij eist ook dat Jezus naar hem moet worden toegebracht.
Wanneer de jongens Jezus proberen te vinden, neemt Cartman zijn verjaardagslijstje nog even door met de anderen, hij zegt ook nadrukkelijk dat hij ze allemaal moet hebben om Ultra Mega Mega Man te bouwen:
- Wendy: Mega Man Power Chopper
- Clyde: The Mega Cycle
- Kinderen zonder naam: Mega Man Beach House

Ondertussen gaat Damiens woede nog steeds door en uit hij die nu op het speelterrein. Wanneer Jezus arriveert roept Damien zijn vader op, Satan. Wanneer ze wachten op hem, verzamelt iedereen zich bij de speelplaats om Satan te zien. Hoewel Satan niet lichamelijk te zien is, praat hij wel via Damien, hij zegt dat er morgen een afspraak zal worden gemaakt over de wedstrijd tussen Jezus en Satan. Iedereen rent dan meteen naar de bookmaker om in te gaan zetten op wie er zal winnen.
Besloten is dat de wedstrijd zal worden gehouden in het "South Park Forum". Entreekaartjes kosten $49,95. Vanzelfsprekend is Cartman kwaad omdat de wedstrijd op dezelfde dag zal worden gehouden als zijn verjaardagspartijtje. In afwachting van het gevecht heeft iedereen al ingezet op Jezus, totdat Satan komt wegen, hij is bijna honderd kilo zwaarder dan Jezus. Iedereen rent dan meteen naar de bookmaker om zijn inzet te veranderen op Satan.
De jongens, die ook wel inzien dat Jezus nooit kan winnen, sturen hem naar Chef zodat Jezus met hem kan gaan trainen. Chef slaat Jezus dan met een niet eens zo harde slag knock-out.
Bij Cartmans feestje zijn Damien en Pip (de Engelse uitwisselingsstudent) ook aangekomen. Omdat Damien niet binnen komt, maakt Damien een vuurtje en laat hij zwarte geesten die uit het vuur komen Pip in de lucht gooien, waar hij als vuurwerk uit elkaar knalt. Cartman, die erg onder de indruk is (hij had altijd al een hekel aan Pip), laat Damien meteen binnen. Wanneer Cartman zijn cadeaus openmaakt, komt Cartman erachter dat Kyle geen RedMegaMan heeft gegeven maar een doos met mieren genaamd Ants in the Pants. Kyles argument is dat de winkels geen RedMegaMans meer hadden. Helemaal woedend dat hij geen Ultra Mega Mega Man kan maken, valt hij Kyle aan en trekt hij abrupt de stekker uit het feestje, daarom gaat iedereen maar naar de grote wedstrijd kijken.
Bij de wedstrijd zegt de scheidsrechter dat hij een net gevecht wil zonder klappen beneden de gordel, vasthouden of wonderen. Satan slaat Jezus vele keren achter elkaar. Jezus doet niets omdat hij geen moed meer heeft omdat iedereen (zelfs de dominee) heeft gewed op Satan. Wanneer Stan aankomt van Cartmans feestje, geeft hij Jezus weer moed door te zeggen dat Nancy Kerrigan ook nooit zou opgeven totdat ze #1 was. Kyle onderbreekt hem dan om te zeggen dat ze eigenlijk 2de was en een zilveren medaille won. Dan zegt Stan, "Don't try to be a great man, just be a man." Wanneer Jezus vraagt wie dat zei, zegt Stan dat hij het was (maar later moet hij toegeven dat hij het hoorde bij Star Trek).
Geïnspireerd door Stans woorden, gaat Jezus weer de ring in en slaat hij Satan op zijn arm. Satan valt dan meteen KO neer. Onthuld wordt dat degene die als enige op Jezus had gestemd Satan was. Hij had bedacht dat iedereen om hem zou wedden, dus als hij nou op Jezus zou wedden en dan zou doen alsof Jezus won, hij al het geld zou krijgen. South Park vraagt dan om vergiffenis bij Jezus die dan zegt, "Aww heck, do I have a choice?"
Dan ziet Jimbo Kenny zitten in het publiek, die nog steeds veranderd is in een vogelbekdier. Jimbo roept "He's coming right for us!" en schiet Kenny dood. Stan en Kyle zeggen dan hun gebruikelijke zin "Oh my God! They killed Kenny! You bastards!" Dan wordt Kenny's lijk opgegeten door ratten.
Daarna zien we Cartman zitten die zichzelf helemaal vol eet met taart, wanneer zijn moeder vraagt of hij nog meer wil moet hij overgeven (hij was al erg ziek van wat hij al had gegeten).